# Kazimierz Raszewski
Kazimierz Raszewski herbu Grzymała (ur. 29 lutego 1864 w Jasieniu, zm. 14 stycznia 1941 w Poznaniu) – polski wojskowy i polityk, generał broni Wojska Polskiego, kawalerzysta, uczestnik I wojny światowej, powstania wielkopolskiego i wojny polsko-bolszewickiej, kawaler Orderu Virtuti Militari.

## Życiorys

### Młodość
Syn Ignacego (ziemianina i generalnego radcy Ziemstwa Kredytowego w Poznaniu) i Józefy z Koczorowskich herbu Rogala. Brat Gustawa Raszewskiego. Wychowany w silnych tradycjach napoleońskich i niepodległościowych (jego pradziadem był gen. bryg. Kazimierz Turno).
W 1872 rozpoczął naukę w gimnazjum realnym w Poznaniu, a następnie w gimnazjum św. Marii Magdaleny. Z powodu szykan ze strony niemieckich nauczycieli został umieszczony na pół roku w pedagogium we Wleniu. W 1884 ukończył gimnazjum w Bolesławcu.

### Początek służby wojskowej

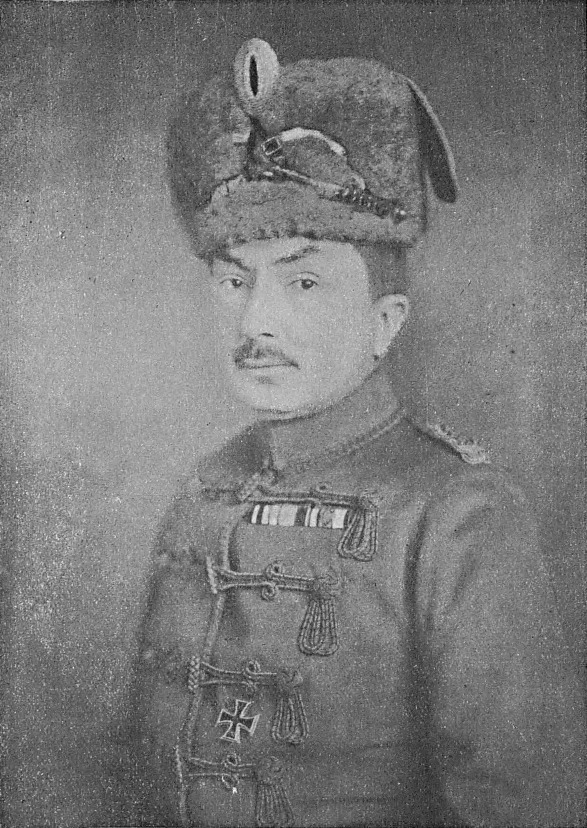
Raszewski w 16 pułku huzarów Cesarza Austrii

Służbę wojskową rozpoczął pomimo sprzeciwu rodziny w 1885 wstępując do pruskiego 6 Pułku Huzarów im. Hrabiego Goetzena w Prudniku. W napisanym przez siebie życiorysie w 1921 tłumaczył tę decyzję tym, że był przekonany, że „kiedyś w przyszłości Polska wyrwie się z uścisku niewoli i będzie potrzebowała fachowych oficerów”. W Prudniku dowódcą pułku był pułkownik Rosenberg, dawny kolego ojca Raszewskiego, z którym służył razem w 1 Pułku Ułanów w Miliczu. Z powodu polskiego pochodzenia był prześladowany przez innych żołnierzy. Po latach twierdził, że nie zostałby oficerem gdyby nie jego pobyt z pułkownikiem Rosenbergiem w Prudniku.
17 września 1887, po ukończeniu szkoły wojskowej w Nysie, został mianowany podporucznikiem. Powrócił do Prudnika, gdzie został dowódcą plutonu, a przejściowo szwadronu. 3 września 1895 awansował na porucznika. W 1890 spędził pół roku w szkole gimnastyki i fechtunku w Berlinie i trzy miesiące w szkole telegraficznej, a następnie przeszedł kurs strzelniczy w Spandau. Od 1892 był żonaty z Niemką Olgą Luchs, córką właściciela ziemskiego na Śląsku. Mieli syna Lamberta (ur. 1893) i córkę Izabelę (1894–1917). W 1896 otrzymał przydział do 4 Pułku Huzarów im. von Schilla w Oławie. Awansowany na rotmistrza w 1901, a na majora w 1913 i w tym samym roku został przeniesiony do 16 Pułk Huzarów im. Cesarza Austrii Franciszka Józefa I w Szlezwiku.

### I wojna światowa
W czasie I wojny światowej był zastępcą dowódcy 16 Szlezwicko-Holsztyńskiego pułku huzarów Cesarza Austrii Franciszka Józefa I stacjonującego w Szlezwiku, który brał udział w walkach na froncie zachodnim. Raszewski został ranny 25 sierpnia 1914 podczas walk w Belgii. W połowie grudnia pułk został przeniesiony na front wschodni. W styczniu 1915 został dowódcą tego pułku. Uczestniczył w bitwie pod Sochaczewem, a następnie w kampanii mazurskiej, na Litwie i Kurlandii.
Jesienią 1917 pod Dyneburgiem mianowany został dowódcą spieszonej Brygady Strzelców Konnych. 27 stycznia 1918 awansował na podpułkownika. W kwietniu tego roku przeniesiony na front francuski i mianowany zastępcą dowódcy pułku piechoty, a następnie dowódcą Samodzielnej Brygady Piechoty. Koniec wojny i rewolucja listopadowa zastały go w Lotaryngii.

### Okres powojenny

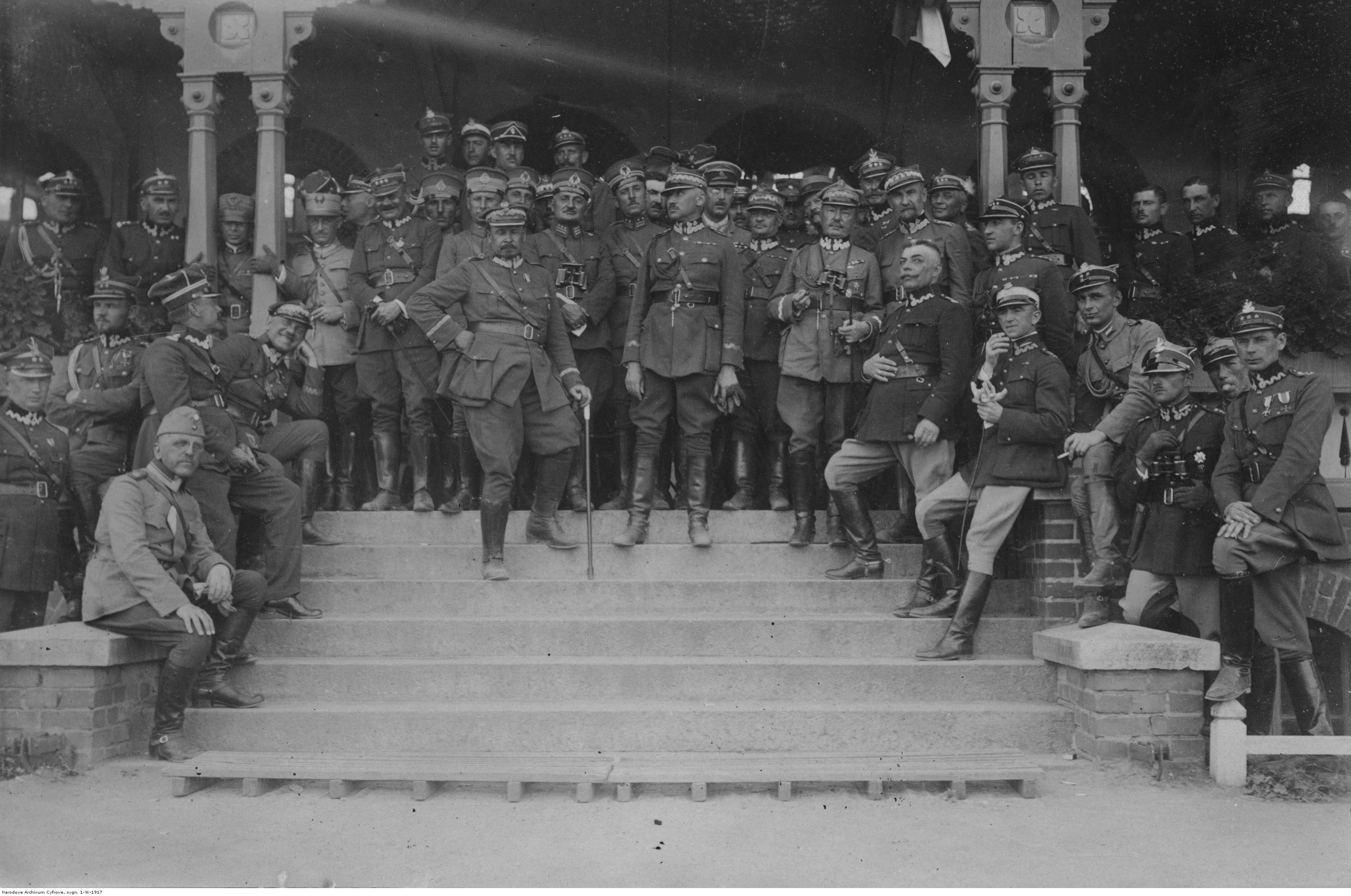
Wizyta tureckich wojskowych w Polsce, po lewej Raszewski siedzi podpierając głowę

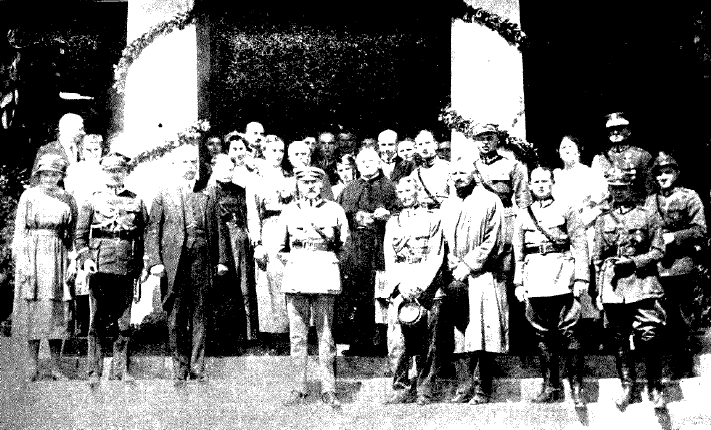
Raszewski m.in. wraz z Piłsudskim w Samostrzelu u państwa Bnińskich (1921)

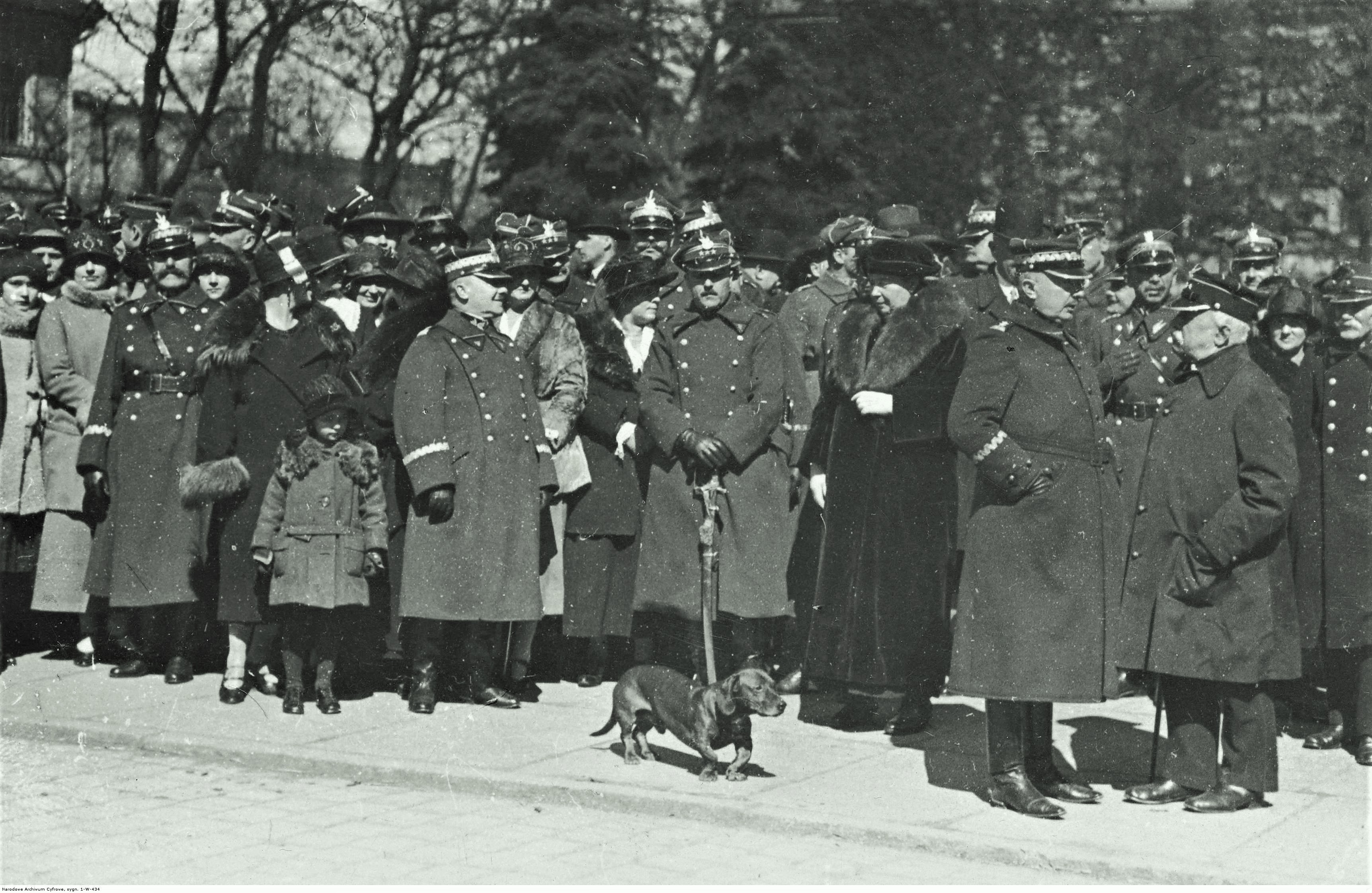
Pożegnanie gen. Kazimierza Raszewskiego odchodzącego ze stanowiska dowódcy OK VII Poznań (kwiecień 1925)

Na wiadomość o wybuchu powstania wielkopolskiego podał się do dymisji i w styczniu 1919 powrócił do Poznania. Od lutego w Wojsku Polskim brał udział w powstaniu. Do Armii Wielkopolskiej przyjęty został w stopniu pułkownika i 15 stycznia mianowany dowódcą 3 pułku Ułanów Wielkopolskich. 20 marca tego roku mianowany szefem Wydziału Wojskowego Komisariatu Naczelnej Rady Ludowej w Poznaniu. 1 kwietnia dekretem NRL mianowany generałem podporucznikiem. 19 sierpnia 1919 został wyznaczony na stanowisko generała do zleceń przy głównodowodzącym Wojsk Polskich byłego zaboru pruskiego. 11 września 1919 został mianowany dowódcą Okręgu Generalnego „Pomorze” i w tym charakterze przygotowywał plany przejęcia Pomorza przez wojska polskie. 19 września 1919 – 2 czerwca 1920 dowódca 6 Dywizji Piechoty, a potem do lipca 1920 Grupy Operacyjnej złożonej z 6 i 17 Dywizji Piechoty. Od lipca do sierpnia 1920 dowódca 2 Armii na froncie bolszewickim. 6 sierpnia 1920 mianowany wstępnie dowódcą 2 Armii po jej reorganizacji, ale ostatecznie mianowany dowódcą Grupy Operacyjnej Pomorze i linii Wisły, mając za zadanie wraz z podległym mu jako szefem sztabu pułkownikiem Franciszkiem Kleebergiem niedopuszczenie do przekroczenia rzeki przez Armię Czerwoną. 10 sierpnia 1920 mianowany dowódcą Okręgu Generalnego Poznań, a 12 sierpnia podporządkowano mu dodatkowo Dowództwo Okręgu Generalnego „Pomorze” w sprawach obrony linii Wisły oraz ochrony granic. Stał się tym samym najwyższym dowódcą wojsk na obszarze dawnego zaboru pruskiego, być może w zamiarze utworzenia związku taktycznego ostatniej szansy na wypadek niepowodzenia bitwy warszawskiej. Dziennik Bydgoski z 13 sierpnia 1920 nominacje Raszewskiego określił wręcz jako tworzenie Zachodniej Armii Rezerwowej. Po wojnie sprawował funkcję dowódcy Okręgu Korpusu Nr VII w Poznaniu.
Podczas III powstania śląskiego Raszewski był odpowiedzialny za pomoc kadrową i logistyczną dla jego uczestników.
3 maja 1922 roku został zweryfikowany w stopniu generała dywizji ze starszeństwem z dniem 1 czerwca 1919 roku i 23. lokatą w korpusie generałów.
Marszałek Józef Piłsudski wystawił mu w 1922 następującą opinię:

Jedyny u nas generał ze służby niemieckiej. Z dobrej szkoły niemieckiej wyniósł zdrową, prostą i rozsądną logikę żołnierską oraz energię dla trzymania w porządku wszystkich drobiazgów administracji i dyscypliny. Umysł i wykształcenie dobre w zakresie taktyki, zupełnie słabe w dziedzinie strategii, do której go nigdy w Niemczech nie przygotowywano. Na komendanta armii niezdatny. Na wojnie pod tym względem zawiódł. Dobry byłby na kwatermistrza przy Naczelnym Wodzu, na zarząd kraju okupowanego u nieprzyjaciela, wreszcie może by dał radę jako dowódca wszystkich sił tyłowych w centrali, gdyż przy istnieniu praw wyjątkowych, podczas wojny mógłby się przystosować do rozmów politycznych z posłami, z senatorami i delegatami.

25 marca 1925 Prezydent RP Stanisław Wojciechowski zwolnił go ze stanowiska dowódcy OK Nr VII, 28 maja 1925 awansował go na generała broni, a z dniem 31 maja tego roku minister spraw wojskowych przeniósł go w stan spoczynku.

### Emerytura i śmierć

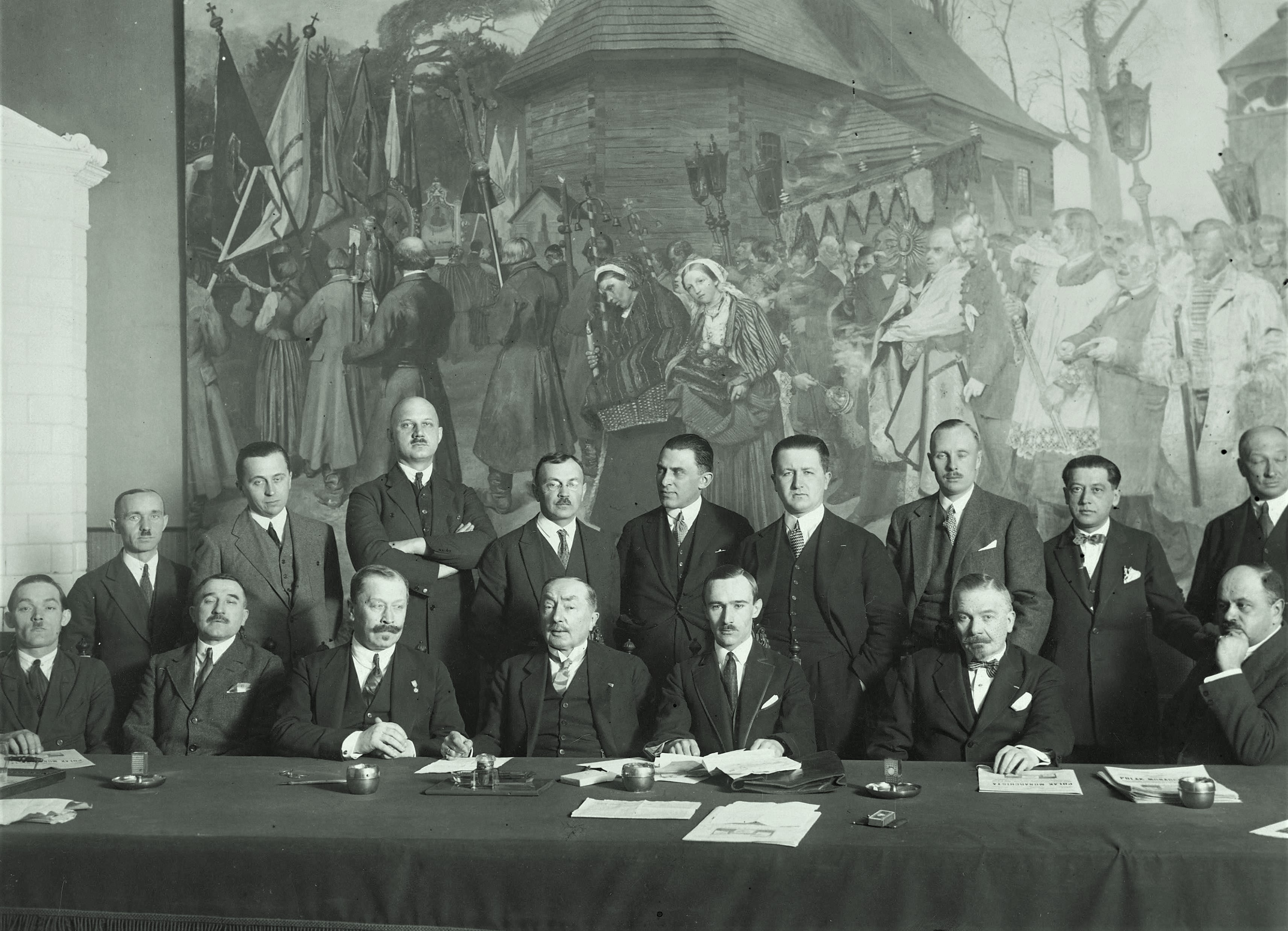
Uczestnicy obrad Organizacji Monarchistycznej, 4 z lewej siedzi Raszewski (19 grudnia 1926)

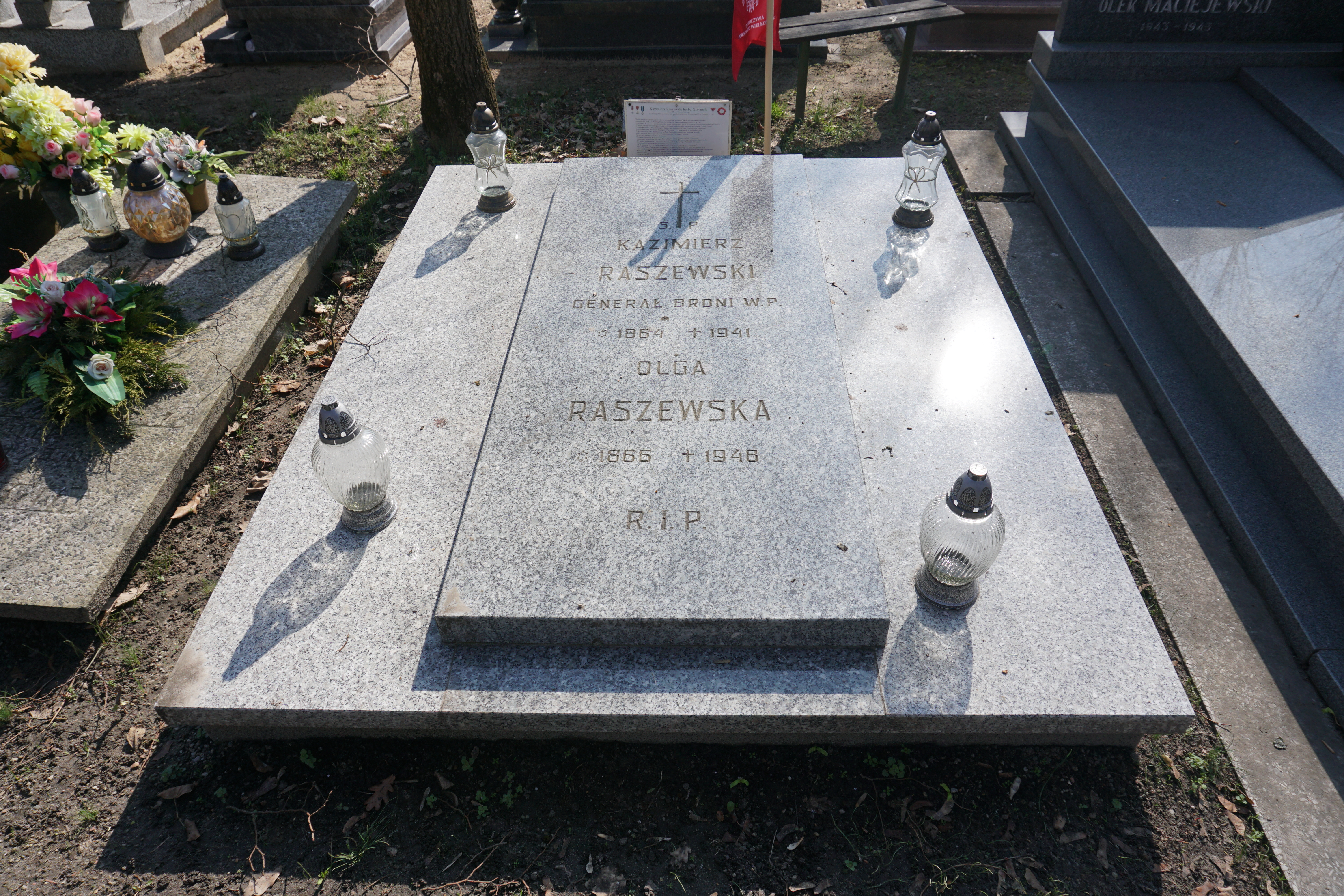
Grób Kazimierza Raszewskiego na cmentarzu Górczyńskim

Na emeryturze zamieszkał w Poznaniu. Podczas przewrotu majowego w 1926 wspólnie z Józefem Dowborem-Muśnickim i Józefem Hallerem zamierzał utworzyć armię ochotniczą w Wielkopolsce. W tym samym roku został wicemarszałkiem Rady Naczelnej Zjednoczenia Monarchistów Polski. W 1928 kandydował do Sejmu RP z ramienia Monarchistycznej Organizacji Włościanskiej, jednak nie otrzymał mandatu. Był prezesem Związku Powstańców Wielkopolskich. Utrzymywał kontakty z towarzyszami broni z armii niemieckiej i uczestniczył w ich zjazdach w Niemczech. Po wkroczeniu Niemców w 1939 do Poznania aresztowany i uwięziony przez Gestapo. Uwolniony w styczniu 1941, wkrótce zmarł. Pochowany 17 stycznia 1941 na cmentarzu górczyńskim (kwatera IIIL-2-5).

## Awanse
W Armii Cesarstwa Niemieckiego
- podporucznik – 1887
- porucznik – 1895
- rotmistrz – 1901
- major – 1913
- podpułkownik – 21 stycznia 1918

W Wojsku Polskim
- pułkownik – 1919
- generał podporucznik – 1 kwietnia 1919
- generał porucznik – 21 kwietnia 1920 roku z dniem 1 kwietnia 1920
- generał dywizji – 3 maja 1922 ze starszeństwem z dniem 1 czerwca 1919 roku i 23. lokatą w korpusie generałów
- generał broni – 28 maja 1925 i 1. lokatą w korpusie generałów[15]

## Ordery i odznaczenia
Polskie
- Krzyż Srebrny Orderu Wojskowego Virtuti Militari (1921)[16][17]
- Krzyż Komandorski Orderu Odrodzenia Polski (2 maja 1923)[16][18][19][20]
- Krzyż Walecznych – dwukrotnie (po raz drugi 1921)[16][21]
- Krzyż na Śląskiej Wstędze Waleczności i Zasługi[16]
- Złoty Krzyż Zasługi[16]
- Medal Pamiątkowy za Wojnę 1918–1921[16]
- Medal Dziesięciolecia Odzyskanej Niepodległości[16]

Zagraniczne
- Krzyż Żelazny[22]
- Wielki Oficer Orderu Świętego Sawy (Jugosławia)[16]
- Komandor Orderu Legii Honorowej (Francja)[16]
- Oficer Orderu Legii Honorowej (1921, Francja)[16][23]
- Medal (Kawaler) Orderu Zasługi (Chile)[16]

## Upamiętnienie
Imieniem Kazimierza Raszewskiego nazwano Samochodowy Rajd Niepodległości organizowany przez Automobilklub Wielkopolski.
Instytut Pamięci Narodowej wydał na 2019 rok kalendarz poświęcony postaciom 12 oficerów Wojska Polskiego II RP, w którym na listopadowej karcie widnieje postać Kazimierza Raszewskiego.